# ÉX-Driver
éX-Driver (エクスドライバー, Ekusu Doraibaa) est une série manga de Kosuke Fujishima qui a été adaptée en série anime produit par Bandai Visual et Actas. La série est composée de 6 épisodes ; il y eut également un film appelé éX-Driver: The Movie. Toute la série ainsi que le film furent diffusés à la télévision par Animax, et ce, sur ses réseaux partout dans le monde.

## Trame
Dans un futur distant, personne ne conduit plus les voitures, dépendant de l'intelligence artificielle qui s'en occupe à leur place. Mais quand ces IA commencent à perdre le contrôle des véhicules, quelqu'un doit les arrêter : les éX-Driver conduisent des voitures non-IA et essaient d'arrêter ces véhicules IA.
Les éX-Driver peuvent le devenir à n'importe quel âge, pourvu qu'ils aient les compétences nécessaires ; certains des personnages principaux ont par exemple seulement 13 ans. Il y a des éX-Driver dans tous les pays, mais l'anime traite de ceux au Japon.
La plus grande partie des voitures utilisées sont à propulsion (roues arrière motrices), à l'exception de la Subaru Impreza WRC qui est une transmission intégrale (à quatre roues motrices), parce que les éX-Drivers font souvent du drift pour essayer d'arrêter les voitures IA hors de contrôle.

## Personnages
Lorna Endō (遠藤 ローナ, Endō Rōna)
Voix japonaise : Yoko Asada
Lorna est une jeune fille gentille. Elle conduit une Lotus Europa Special.
Lisa Sakakino (榊野 理沙, Sakakino Risa)
Voix japonaise : Miki Nagasawa
L'ancienne coéquipière de Lorna. Elle conduisait une Subaru Impreza WRC dans le premier épisode, mais il est détruit dans un accident et dut être remplacé avec un Lancia Stratos HF dès le second épisode. Elle n'aimait pas Sôichi au début.
Sōichi Sugano (菅野 走一, Sugano Sōichi)
Voix japonaise : Yumiko Kobayashi
Garçon de 12 ans très doué. Il conduit une Caterham Super Seven JPE et une Daihatsu Midget (en) II (ce dernier seulement dans le second épisode).

## Autre
Les titres des six épisodes (tous sauf les deux derniers étant indépendants les uns des autres) sont AI vs RECIPRO, On and On, No Problem, Regulations of Love, Crossroads, et The Last Mile.
Le créateur de la série est Kosuke Fujishima, Shinjo Fujita s'occupant du scénario. Le design des éX-Car est de Shunji Murata, et le design des mecha de Takeshi Takakura et Hidefumi Kimura (au premier épisode seulement). La musique est du JAM Project et de Hikaru Nanase. Le réalisateur est Jun Kawagoe.

## Film
La série fut adaptée en film, œuvre appelée éX-Driver: The Movie. On y voit les aventures de Lisa, Lorna et Sôichi pendant qu'ils participent à une course internationale d'éX-Drivers à Los Angeles. Le film avait aussi une préquelle appelée éX-Driver: Nina & Rei Danger Zone, servant de prologue pour le film et suivant deux précédentes éX-Drivers, Nina et Rei.
Il y a trois courts-métrages avec des trames se déroulant un peu avant les évènements vus dans le film. Ils sont plutôt comiques et s'appellent Onsen, Race Queen, et Airport.

### Source
- (en) Cet article est partiellement ou en totalité issu de l’article de Wikipédia en anglais intitulé « ÉX-Driver » (voir la liste des auteurs).